# Republik Madawaska

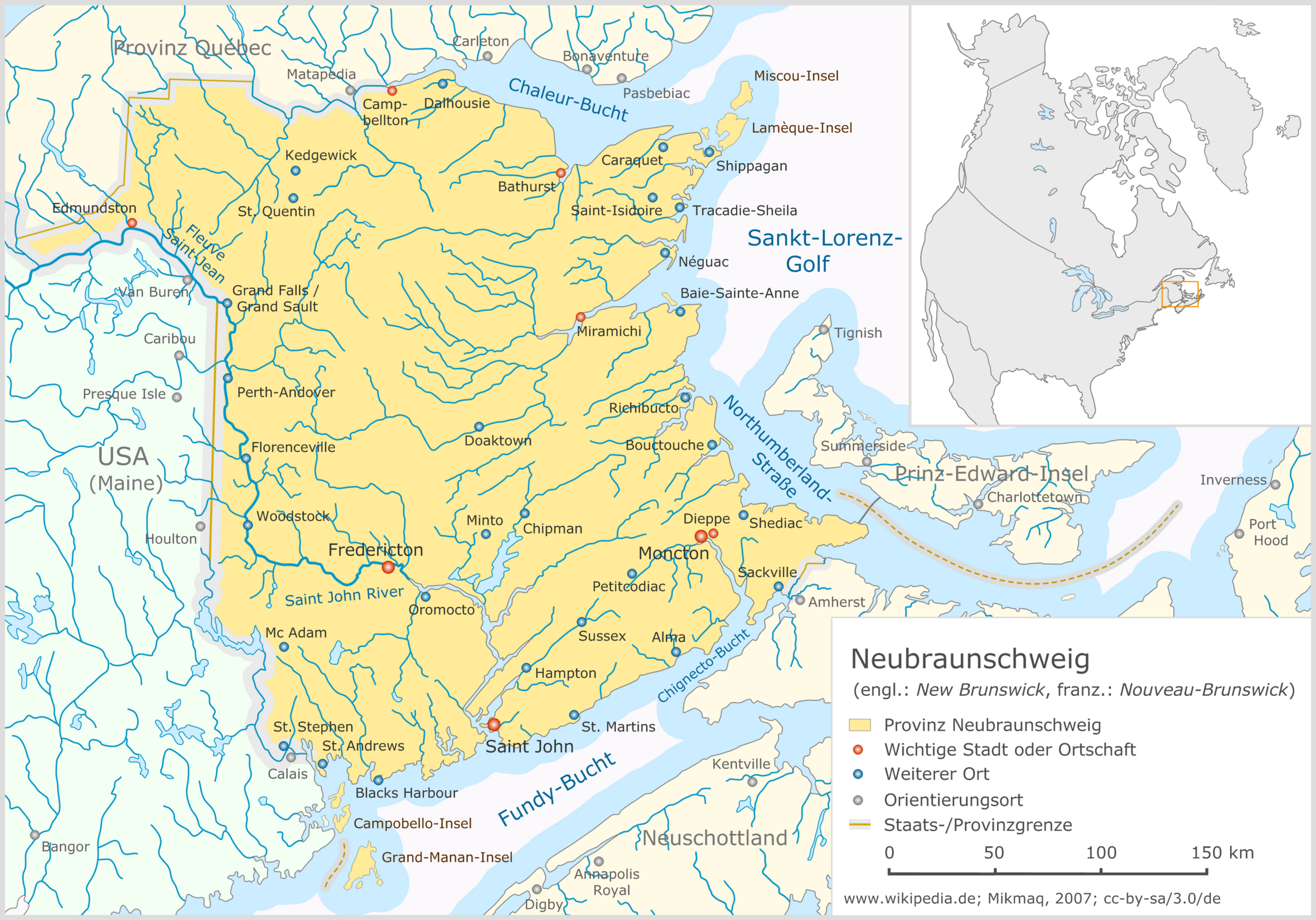
Ortslage der Republik Madawaska bei Edmundston (oben links)

Die Republik Madawaska war ein kleiner, nicht anerkannter Staat im nordöstlichen Bundesstaat Maine, der in die benachbarte kanadische Provinz New Brunswick hineinragte. Heute gibt es eine Stadt in Maine namens Madawaska, ein Madawaska County mit der Hauptstadt Edmundston in New Brunswick und den Madawaska River, einen Nebenfluss des Saint John River.

## Name und Lage
Der Saint John River hieß ursprünglich Madawaska River, ein Begriff, der aus der Mi'kmaq-Sprache kommt und Land der Stachelschweine bedeutet. Der heutige Madawaska River fließt aus dem Lac Témiscouata in südlicher Richtung und mündet bei Edmundston in den Saint John. In der Mitte des Flusses verläuft die Grenze zwischen Kanada und den Vereinigten Staaten und genau gegenüber liegt der kleine Ort Madawaska.

## Geschichte

### Seigneurie Madawaska
Das Lehen oder Lehnsgut Madawaska, in Kanada Seigneurie genannt, wurde von der französischen Krone erstmals 1683 an Sieur Charles-Aubert de la Chenaye verliehen. 1763 kaufte es General James Murray, der Gouverneur von Québec. Bei diesem Transfer wurde das Gebiet wie folgt beschrieben: „Es erstreckt sich über drei Leagues zu beiden Seiten des Flusses gleichen Namens, zwei Leagues in der Tiefe zusammen mit dem anschließenden Lac Temiscouata“.
Madawaska war bis zur Mitte des 18. Jahrhunderts bis auf einige durchziehende Mi’kmaq nahezu unbewohnt, bis französische Siedler aus Akadien auf britische Anordnung dorthin umziehen mussten. Einige von ihnen siedelten entgegen der offiziellen Weisung in der Nähe von Fredericton an einem Ort namens St. Anne’s Point, mussten aber 1758 auf britischen Druck hin weiter nach Québec ziehen. Nach der Unterzeichnung des Vertrags von Paris im Jahr 1763 kehrten viele Akadier zurück nach St. Anne’s Point.
Im Anschluss an den Amerikanischen Unabhängigkeitskrieg flüchteten eine Anzahl von Loyalisten aus Massachusetts, New Jersey und New York aus Furcht vor Verfolgung in das Gebiet um Fredericton. Zwischen den Englisch sprechenden Neuankömmlingen und den frankophonen, Brayon genannten Akadiern, kam es zu Reibereien und die Akadier zogen 1785–1787 erneut um, dieses Mal nach Grand Falls.
Im Vertrag von Paris im Jahr 1783 wurde die Grenzlinie zwischen den Vereinigten Staaten und den Kolonien in Britisch-Nordamerika neu festgelegt. Die Grenze zwischen der Provinz New Brunswick und dem späteren Maine war jedoch unklar definiert und blieb umstritten. Die Siedler in der Region richteten 1790 eine Petition an den Gouverneur von Québec, unter britischen Gesetzen leben zu dürfen, das dieser für die Seigneurie Madawaska zusicherte.

### John Baker
Im Krieg von 1812 kam es an der Grenze zu großen Spannungen unter der Bevölkerung. Viele der Französisch sprechenden Siedler empfanden ihre Behandlung in dieser Zeit als empörend und träumten von einem unabhängigen eigenen Staat Madawaska. 1817 kamen die ersten Siedler aus den USA in die Region, unter ihnen war der Nationalist John Baker. 1825 richtete Baker eine Petition an die Offiziellen in Maine, ihm Land am Merumticook River zu übereignen, das ihm schon von New Brunswick versprochen worden war. John Baker und seine Frau Sophie Rice entwickelten sich zu den führenden Köpfen der Amerikaner in diesem Gebiet. Am 4. Juli 1827 versammelte sich eine Anzahl Gleichgesinnter in ihrem Haus, um den amerikanischen Unabhängigkeitstag zu feiern. Im Verlauf dieser Feier wurde auch die amerikanische Flagge gehisst und später die Absicht verkündet, die Republik Madawaska zu gründen. Daraufhin wurden Baker und seine Gefolgsleute beschuldigt, sich gegen britische Gesetze aufzulehnen, am 25. September vom Sheriff verhaftet und nach Fredericton in New Brunswick gebracht. Die Briten verurteilten John Baker zu 25 Pfund Geldstrafe und drei Monaten Haft im Provinzgefängnis. Der Staat Maine, im Jahr 1820 gegründet, protestierte heftig bei der Bundesregierung in Washington und forderte von Großbritannien, die „auf amerikanischem Boden gefangen genommenen amerikanischen Bürger“ unverzüglich freizulassen, und drohte damit, andernfalls würden „amerikanische Truppen nach der Hauptstadt von New Brunswick marschieren“.
Reguläre US-Truppen waren inzwischen in Houlton im Aroostook-Gebiet eingetroffen und begannen mit dem Ausbau einer Militärstraße zum Saint John River. Die Briten stimmten einer friedlichen Lösung zu und vereinbarten mit der amerikanischen Bundesregierung, dass der König der Niederlande, Wilhelm I., einen Vermittlungsvorschlag ausarbeiten sollte. Wilhelm I. schlug 1831 einen Kompromiss zwischen den beiden vorliegenden Alternativen vor, die der später realisierten Grenzlinie sehr nahekam. Die Briten akzeptierten des Königs Vorschlag, doch der Staat Maine lehnte ihn ab. US-Präsident Andrew Jackson wurde eingeschaltet, aber unter dem Druck Maines entschied sich der US-Senat gegen den Vermittlungsvorschlag.
Am 10. März 1831 verabschiedete Maine eine Resolution, in der Madawaska und anderen Orten der Region ein Repräsentant zugeteilt wurde. In einem Gesetz zur Eingliederung wurde „das unter dem Namen Madawaska-Siedlung bekannte Gebiet“ zur Stadt Madawaska zusammengefasst. Damit war Madawaska rund 6.835 km groß und umfasste mehr als die dreifache Fläche Rhode Islands.

### Aroostook-Krieg
Der Friedensrichter William D. Williams wurde nach Madawaska geschickt, um eine Versammlung zur Wahl eines Repräsentanten zu organisieren. Diese Versammlung fand am 20. August 1831 statt, wurde jedoch von britischen Beamten aufgelöst und die 40 Teilnehmer mit Verhaftung und Arrest bedroht. Bei einer zweiten Versammlung am 12. September wählten die 50 Teilnehmer Captain Peter Lizotte zum Repräsentanten von Madawaska. Am 25. September traf der Gouverneur der Provinz New Brunswick, Sir Archibald Campbell, von Truppen begleitet in Madawaska ein, um alle Teilnehmer an den beiden Versammlungen zu verhaften. Einige Teilnehmer wurden festgenommen und nach Fredericton ins Gefängnis gebracht, während andere in die Wälder flüchteten. Lizotte trat sein Amt als Repräsentant von Madawaska nicht an, sondern behauptete, er hätte die Wahl als britischer Bürger abgelehnt. Der neue Gouverneur von Maine ließ die Sache auf sich beruhen.
Im Jahr 1836 hatte der Bundesstaat Maine einen Überschuss bei seinen Einnahmen, der an die Städte verteilt werden sollte. In Madawaska hatte bisher noch keine Volkszählung stattgefunden, so dass ein Beamter dorthin geschickt wurde, damit das Geld gerecht verteilt werden konnte. Der Zensusbeauftragte Ebenezer Greely vom Penobscot County begann am oberen Arostook River mit der Volkszählung, als Beamte der Provinzregierung von New Brunswick davon erfuhren, dass Geld an die Siedler am Aroostook gezahlt werden sollte. Greely wurde festgenommen und nach Fredericton gebracht. In einem Schreiben aus New Brunswick wurde der Gouverneur von Maine der Bestechung beschuldigt und eine Militäraktion angedroht, wenn Maine seine Aktivitäten am Aroostook River nicht einstellen würde. In seiner Antwort erklärte Gouverneur Robert Dunlop von Maine, dass sein „Staat von einer fremden Macht angegriffen“ worden sei.
Danach erfolgte von beiden Seiten ein Truppenaufmarsch in der Grenzregion, der unter dem Namen Aroostook-Krieg (1838–1839) bekannt wurde. Zum Glück wollte niemand wirklich einen erneuten Krieg in Nordamerika und die Diplomatie suchte nach einer friedlichen Lösung des Problems.

### Webster-Ashburton-Vertrag
Schließlich einigten sich die USA und Großbritannien auf eine Grenzkommission und am 9. August 1842 wurde der Webster-Ashburton-Vertrag in London unterzeichnet, in dem die Grenzstreitigkeiten endgültig beigelegt wurden.
Die Republik Madawaska bleibt jedoch unvergessen. Ein Pamphlet, das in Edmundston veröffentlicht wurde, lautete:

„Die Republik Madawaska. Der Mythos von der Republik Madawaska (es ist im politischen Sinn keine wirkliche Republik) hat seinen Ursprung in der Antwort, die ein französischer Offizieller auf einer Inspektionsreise von einem alten Kolonisten in Madawaska erhielt. Der alte Mann empfand die Fragen des französischen Beamten als zudringlich und antwortete: ‚Ich bin ein Bürger der Republik Madawaska‘.“

John Baker starb 1867 als kanadischer Bürger. 1895 wurden seine sterblichen Überreste nach Fort Fairfield in Maine überführt, wo der Staat Maine ihm zu Ehren ein Denkmal errichtete.
Heute existiert die Republik Madawaska vor allem in den Köpfen mancher Einwohner der Region, die sich Brayons nennen. Außerdem gibt es ein Wappen und eine Flagge der Republik Madawaska, die vor dem Rathaus in Edmundston und bei Festlichkeiten gehisst wird. Der amtierende Bürgermeister von Edmundston trägt zusätzlich den ehrenvollen Titel Präsident der Republik Madawaska.